# Pavel Liška (zpěvák)
Pavel Liška (31. července 1941 – 30. prosince 2018) byl český zpěvák, neodmyslitelně spojený s obdobím normalizace.

## Životopis
Pavel Liška byl od dětství umělecky ovlivňován svým otcem, zpěvákem kvarteta Nezbední bakaláři, a dědečkem Janem Liškou, hercem nynějšího Divadla ABC. Vyučil se soustružníkem pro laboratorní přístroje a poté absolvoval dopravní průmyslovku. Po vojně udělal konkurz do divadélka Paradox, ze kterého odešel zpívat do baru Alhambra, odkud přešel k Orchestru Karla Duby. V roce 1967 se skupinou „Star Club“ poprvé zpíval na setkání mládeže v Sovětském svazu, kde v roce 1969 absolvoval turné s Richardem Adamem. Dále prošel několika skupinami, až se v roce 1973 spojil s dívčí vokální skupinou Jezinky. S touto skupinou absolvoval řadu turné, zejména po zemích tehdejšího Sovětského svazu a dalších zemích východního bloku, což mu vyneslo atribut „zpívající vyslanec socialistického přátelství“.
V roce 1984 se oženil s Bobinou Ulrichovou a v roce 1991 se jim narodil syn Pavel. Z prvního manželství měl dceru Karolinu (* 1973).
Po roce 1989 prudce opadla Liškova popularita, a tak záhy ukončil koncertní činnost. Manželka Bobina zdědila po matce činžovní dům v Praze na Smíchově, kde si zřídili denní bar „Paolino“. V roce 1995 utrpěl mozkovou příhodu, po které ochrnul na levou polovinu těla. Díky rehabilitaci a péči manželky se jeho stav postupně zlepšil. Zemřel 30. prosince 2018 a byl pohřben do rodinné hrobky na Vyšehradě.

## Diskografie
První album Liškovi vyšlo už v roce 1971 v SSSR u tamní firmy Melodia. Od roku 1972 mu v Československu vyšlo několik LP.
- Písničky pro každý den (1972)
- Navždy chci s písní žít (1974)
- Třicátý máj už rozkvétá (1975)
- Báječný víkend' (1979)

V roce 2011 vyšlo CD Báječný víkend (pod stejným názvem jako poslední vinylové LP) a po zpěvákově smrti vyšlo v únoru 2019 kompilační dvojalbum (2 CD) Lásky dávné, já se loučím.